# Alperton (stacja metra)
Alperton – naziemna stacja metra londyńskiego na terenie London Borough of Brent. Została otwarta w 1903 pod nazwą Perivale Alperton jako część District Line. W 1910 uzyskała obecną nazwę, zaś w 1932 weszła w skład Piccadilly line, do której przynależy do dziś. W roku 2009 skorzystało z niej ok. 3,04 mln pasażerów. Należy do czwartej strefy biletowej. 

## Galeria

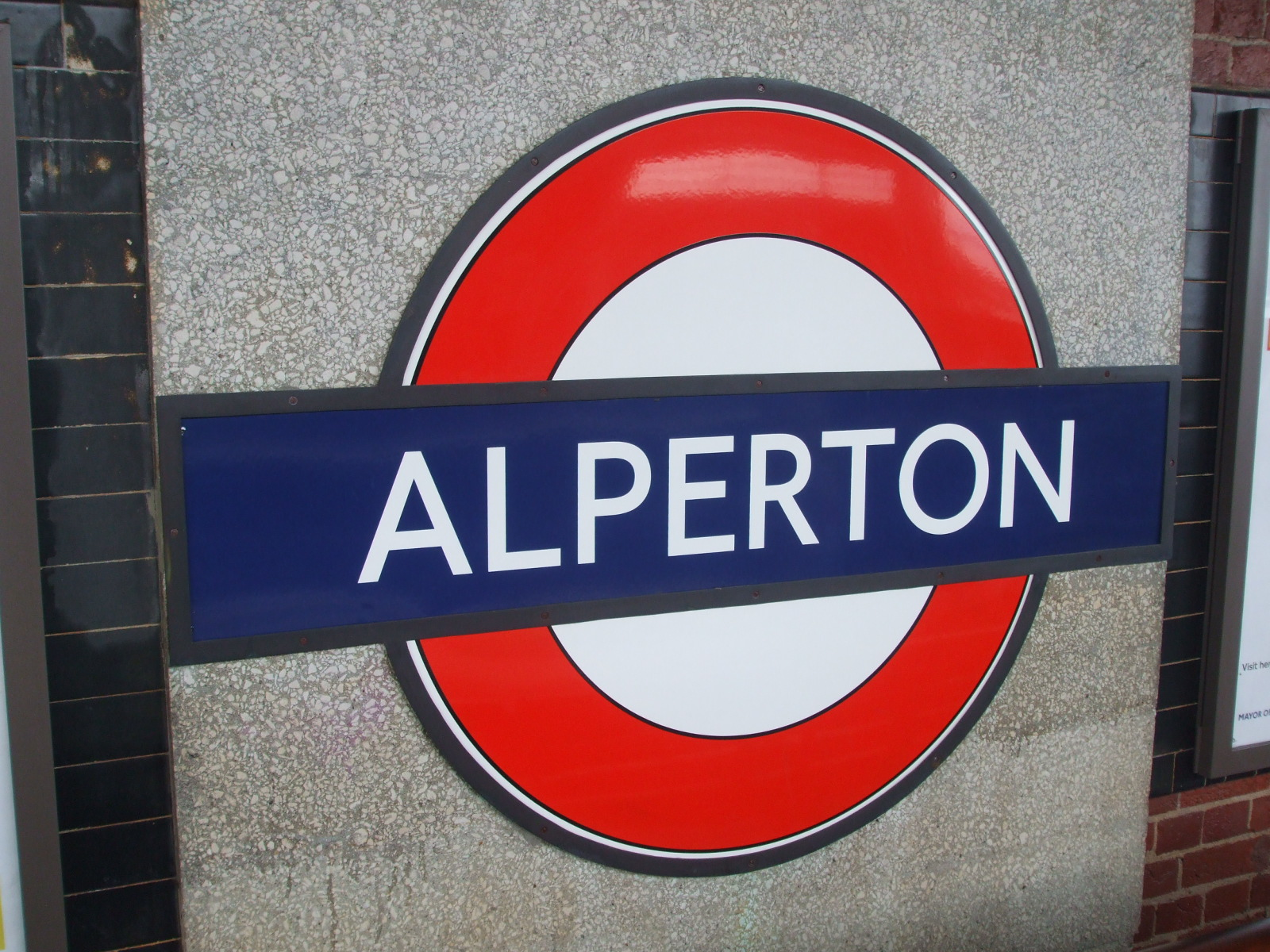
Logo stacji
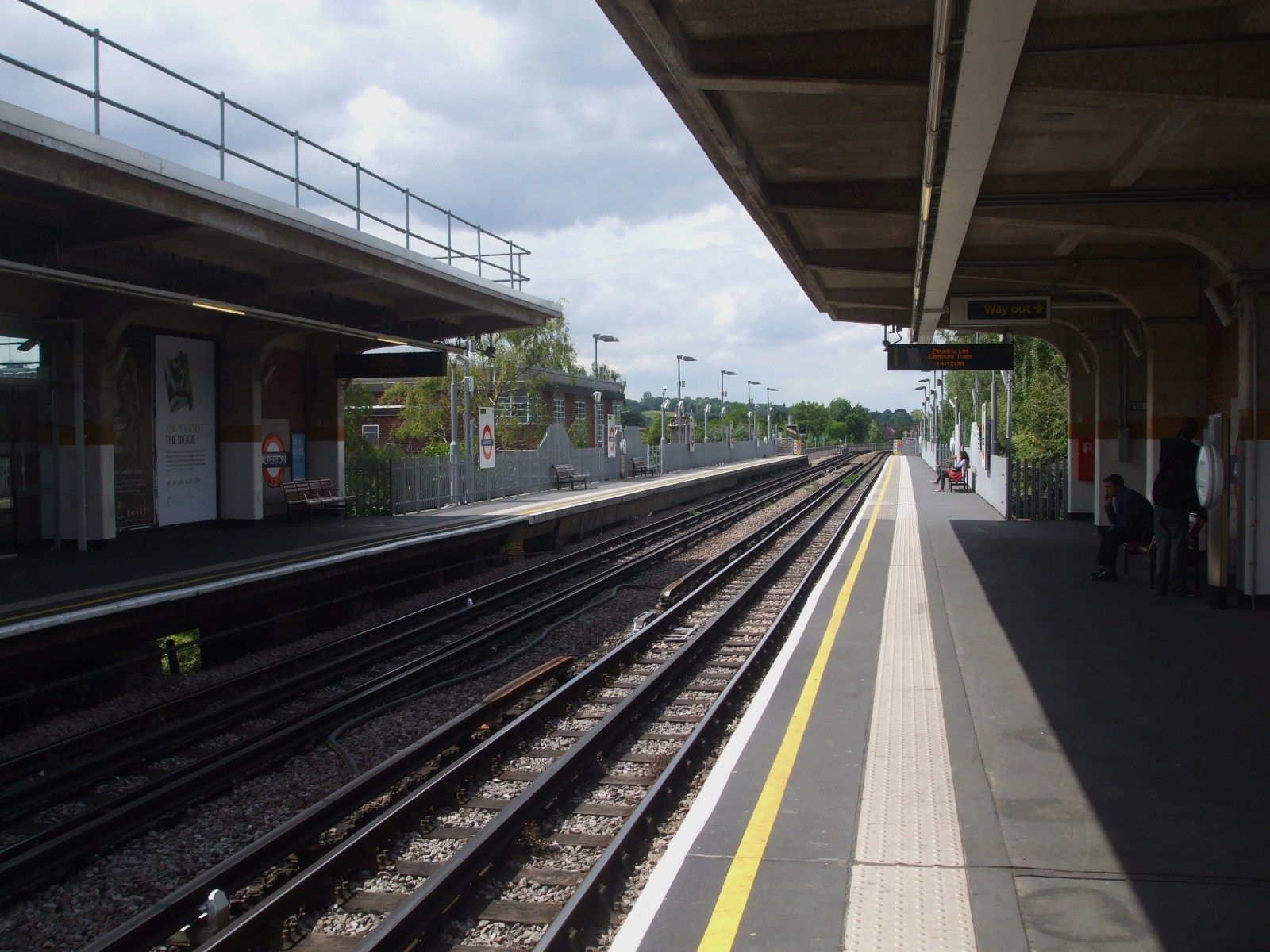
Perony
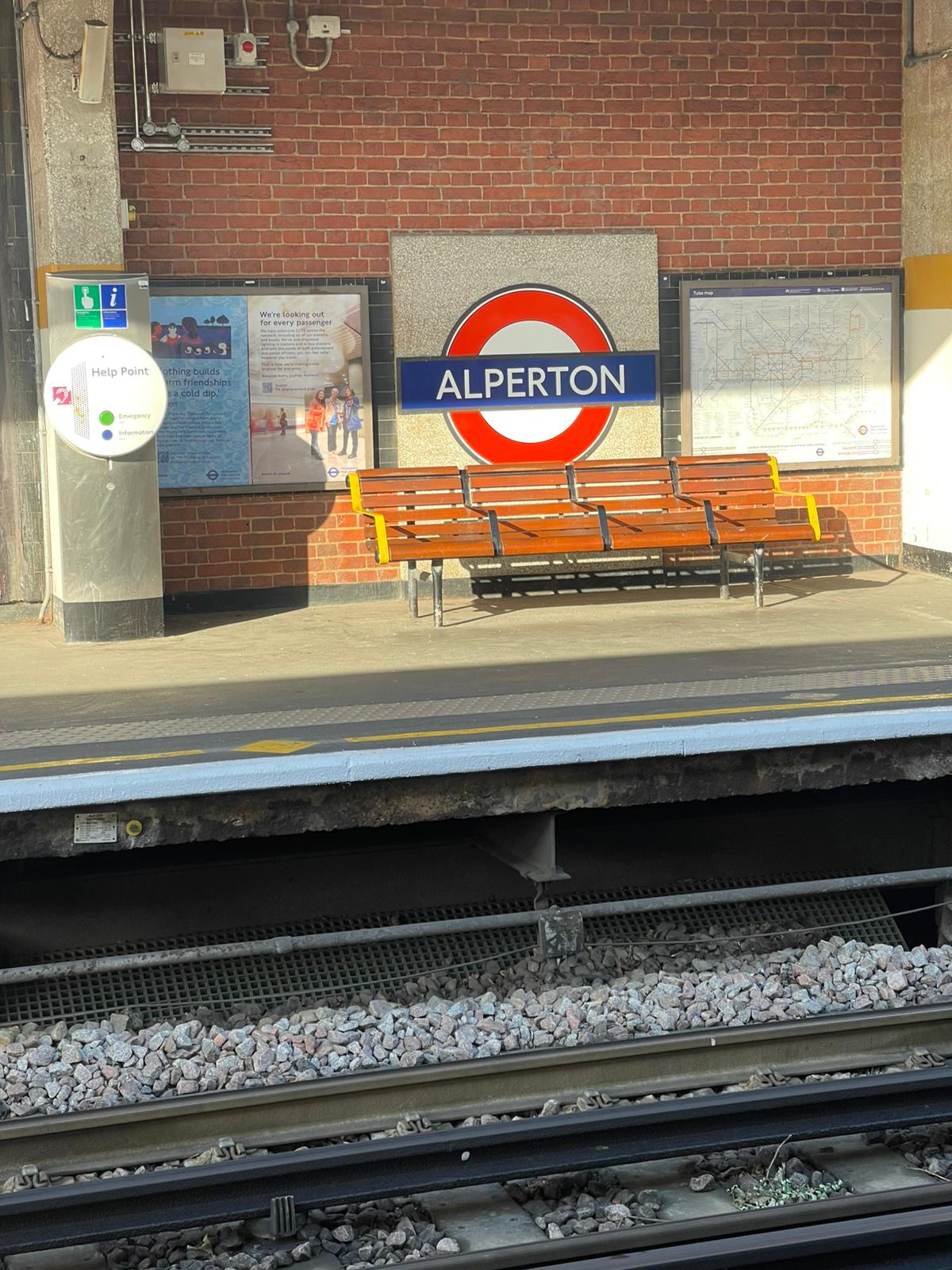
Stacja